# Нематериальные блага
Нематериальные блага — блага неимущественного характера, лишённые экономического содержания, то есть не имеющие стоимостного выражения.
К ним относятся: имя, жизнь и здоровье, достоинство личности, личная неприкосновенность, честь и доброе имя, деловая репутация, неприкосновенность частной жизни, личная и семейная тайна, право свободного передвижения, выбора места пребывания и жительства, право на имя, право авторства, иные личные неимущественные права и другие нематериальные блага, принадлежащие гражданину от рождения или в силу закона, неотчуждаемы и непередаваемы иным способом.

## Основные признаки
1. Не имеют материального содержания
2. Неотделимы от субъекта(носителя)
3. Индивидуализируют личность правообладателя
4. Не имеют точной оценки

## Виды
Права, обеспечивающие нематериальные блага, можно разделить на три группы:
1. права, обеспечивающие физическое и психологическое благополучие личности: право на жизнь, здоровье,физическую и психологическую неприкосновенность, благоприятную окружающую среду;
2. права, способствующие индивидуализации личности: право на имя, отчество, фамилию, внешний облик, честь, достоинство, деловую репутацию;
3. права, обеспечивающие автономию личности в обществе: неприкосновенность жилища, телефонных разговоров, телеграфных сообщений, переписки,права на неприкосновенность частной жизни (на неприкосновенность личной свободы, жилища и др.)

## Правовая защита
Нематериальные блага защищаются в соответствии с Гражданским Кодексом и другими законами в случаях и в порядке, ими предусмотренных а также в тех случаях и пределах, в каких использование способов защиты гражданских прав (статья 12) вытекает из существа нарушенного нематериального блага или личного неимущественного права и характера последствий этого нарушения.
В случаях, если того требуют интересы гражданина, принадлежащие ему нематериальные блага могут быть защищены, в частности, путём признания судом факта нарушения его личного неимущественного права, опубликования решения суда о допущенном нарушении, а также путём пресечения или запрещения действий, нарушающих или создающих угрозу нарушения личного неимущественного права либо посягающих или создающих угрозу посягательства на нематериальное благо.
В случаях и в порядке, которые предусмотрены законом, нематериальные блага, принадлежавшие умершему, могут защищаться другими лицами.
В п. 2 ст. 2 ГК РФ заключено следующее правило: "Неотчуждаемые права и свободы человека и другие нематериальные блага защищаются гражданским законодательством, если иное не вытекает из существа этих нематериальных благ"

## Дискуссионные проблемы
Одна из обсуждаемых тем - это вопрос нематериальных благ после смерти субъекта (носителя). По сути, они теряют свою составляющую - неотделимость от личности - и могут быть направлены на приобретение материальной выгоды, что противоречит сущности нематериальных благ, защита которых сохраняется после смерти носителя. Стоит заметить, что нематериальные блага тесно связаны с неимущественными отношениями, которые в свою очередь делятся на те, которые связаны с имуществом (Интеллектуальная собственность) и неимущественные отношения, которые несут неимущественный характер (право на жизнь, здоровье, неприкосновенность личности, имя, честь и достоинство, деловая репутация, свобода творчества, свобода передвижения и т. п.)